# تشاه سهراب (غناباد)
تشاه سهراب (بالإنجليزية: Chah-e Sahrab Myinizadeh)‏ هي مستوطنة تقع في منطقة مركزية ريفية في إيران.